# Бранд, Хенниг
Хе́нниг Бранд (нем. Hennig Brand) или Хе́нниг Брандт (нем. Hennig Brandt, прибл. 1630 год — прибл. 1710 год) — немецкий алхимик. Считается, что в 1669 году он открыл фосфор.

## Биография
Сведения о жизни Хеннига Бранда отрывочны и малодостоверны. Разные источники расходятся в его происхождении: одни утверждают, что он имел скромное происхождение и был учеником стеклодува, другие — что он имел высокий социальный статус и мог себе позволить содержание алхимической лаборатории.
Достоверно известно, что он родился и жил в Гамбурге. Во время Тридцатилетней войны служил простым солдатом, однако, решив, что это слишком опасная для него профессия, объявил себя врачом и стал вращаться в кругах алхимиков. Так как у него не было богатых покровителей, не очень преуспел на этом поприще. Занялся коммерцией. Удача ему способствовала, и вскоре Хенниг Бранд стал преуспевающим купцом. Сколотив состояние, смог себе позволить приобрести оборудование для занятия любимым делом — получением алхимического золота.
Известно также, что у Хеннига Бранда было две жены, причём вторая обладала достаточными средствами. Существует версия, что именно это помогло его алхимическим опытам.
Пытаясь найти философский камень, в 1669 году выделил фосфор.
Потерпев неудачу в попытках получить золото с помощью открытого элемента, начал торговлю последним, потом продал и сам секрет.
Скончался около 1710 года.

## Открытие фосфора
Хенниг Бранд уверовал, что «первичная материя» содержится в человеческой моче. С этой целью он собрал в солдатских казармах несколько бочек мочи. Затем Бранд медленно выпаривал собранную мочу. В результате этой процедуры он получил сиропообразную жидкость, которую дважды подверг дистилляции. В результате получилась некая субстанция, названная им «мёртвая голова». Далее Бранд прокаливал «мёртвую голову» с песком и углём без доступа воздуха. Нагревание получившегося продукта приводило к образованию белой пыли, медленно оседавшей на дно реторты и светившейся в темноте. Бранд в великой радости принял получившееся вещество за «первичную материю» и назвал фосфором, то есть светоносцем.
Бранд тут же начал эксперименты по превращению полученного вещества (или других веществ с его помощью) в золото, но все его попытки ни к чему не привели. Тогда Бранд нашёл другой способ превратить результаты своего труда в «золото»: фосфор вызвал огромный интерес в обществе, и Бранд начал им активно торговать, выставляя цену дороже золота и сохраняя способ получения фосфора в тайне. Позднее, поняв, что не сможет долго хранить свой секрет, продал технологию получения фосфора дрезденскому химику Д. Крафту за 200 талеров.
Несколько позже фосфор был получен другим немецким химиком — Иоганном Кункелем.
Независимо от Бранда и Кункеля фосфор был получен Робертом Бойлем, описавшим его в статье «Способ приготовления фосфора из человеческой мочи», которая датирована 14 октября 1680 года, а опубликована в 1693 году.
Усовершенствованный способ получения фосфора был опубликован в 1743 году Андреасом Маргграфом.